# 1994-es Amstel Gold Race
Az 1994-es Amstel Gold Race volt a 29. holland kerékpárverseny. Április 28-án került megrendezésre, össztávja 250 kilométer volt. Végső győztes a belga Johan Museeuw lett.

## Végeredmény
|    | Versenyző          | Idő           |
| -- | ------------------ | ------------- |
| 1  | Johan Museeuw      | 6 óra 42' 34" |
| 2  | Bruno Cenghialta   | a.i.          |
| 3  | Marco Saligari     | + 7"          |
| 4  | Alberto Volpi      | + 7"          |
| 5  | Davide Rebellin    | + 7"          |
| 6  | Steven Rooks       | + 7"          |
| 7  | Claudio Chiappucci | + 7"          |
| 8  | Gérard Rué         | + 7"          |
| 9  | Richard Virenque   | + 7"          |
| 10 | Didier Rous        | + 7"          |